# Deutsche Stiftung Weltbevölkerung
Die Deutsche Stiftung Weltbevölkerung (DSW) ist eine international tätige Entwicklungsorganisation. Sie wurde 1991 von den Unternehmern Erhard Schreiber und Dirk Roßmann gegründet. Ziel der Stiftung ist es, zu einer nachhaltigen Bevölkerungsentwicklung beizutragen, das Menschenrecht auf Familienplanung zu stärken und insbesondere in Ostafrika junge Menschen dabei zu unterstützen, selbstbestimmte Entscheidungen über ihre Sexualität und Verhütung zu treffen.  Darüber hinaus bringt sich die DSW auf nationaler sowie internationaler Ebene in politische Entscheidungsprozesse in den Bereichen Gesundheit, Familienplanung und Gleichstellung der Geschlechter ein. Der Hauptsitz der DSW ist in Hannover. In Berlin und Brüssel befinden sich Verbindungsbüros, darüber hinaus gibt es Länderbüros in Äthiopien, Kenia und Tansania. Das ehemalige Länderbüro in Uganda wurde in 2018 in die unabhängige lokale NRO Action for Health Uganda (A4HU) überführt. Insgesamt sind derzeit 167 Mitarbeitende für die DSW tätig (Stand Dezember 2022).

## Projektarbeit
In den vier ostafrikanischen Ländern Äthiopien, Kenia, Tansania und Uganda fördert die DSW zahlreiche Projekte. Diese werden von den lokalen DSW Länderbüros und der Partnerorganisation A4HU umgesetzt. Sie arbeiten dabei eng mit einem Netzwerk aus sogenannten Youth Empowerment Zentren und Jugendklubs zusammen. Hier werden Jugendliche im Bereich der sexuellen und reproduktiven Gesundheit und Rechte (SRGR) zu Jugendberatern und -beraterinnen geschult, die dann wiederum ihr Wissen an Gleichaltrige weitergeben. Es werden außerdem Informationsveranstaltungen in den Gemeinden durchgeführt – häufig auch in entlegenen Gebieten.
Die Stiftung versucht, Jugendlichen einen jugendfreundlichen Zugang zu modernen Verhütungsmitteln zu ermöglichen. Daher wurden in Äthiopien spezielle Kliniken eingerichtet, die den Jugendlichen direkten Zugang zu modernen Verhütungsmitteln und zu gesundheitlicher Versorgung verschafft. Außerdem bieten von der DSW geschulte „Flying Nurses“ (mobile Krankenschwestern) Familienplanungsdienste direkt in den Haushalten in ihren Gemeinden an. Die DSW berät darüber hinaus HIV-infizierte  Mütter und wendet sich mit Hilfsangeboten auch an minderjährige Arbeiterinnen auf industrialisierten Großfarmen.
Neben der sexuellen Aufklärung und der gesundheitlichen Versorgung wird den Jugendlichen geholfen, durch Ausbildung und Training ein eigenes Einkommen zu erzielen, finanziell unabhängig zu werden und selbstbestimmt leben zu können. Durch die Ausbildung sogenannter Youth Champions unterstützt die DSW Jugendliche außerdem dabei, zu gesellschaftlicher und politischer Mitsprache zu gelangen.
Auch in multisektoralen Kooperationsprojekten, etwa mit der der Hanns R. Neumann Stiftung (HRNS), der Siemens Stiftung, der Kühne-Stiftung und der Herz Stiftung, setzt sich die DSW intensiv für die Belange von Jugendlichen ein. Finanziell gefördert werden die Projekte und Programme der DSW unter anderem von der EU, dem Bundesministerium für wirtschaftliche Zusammenarbeit und Entwicklung (BMZ), UNFPA, der Niedersächsischen Bingo-Umweltstiftung und von US-amerikanischen Stiftungen sowie zahlreichen privaten Gebern.

## Politische Arbeit
Neben den o. g. Projekten arbeitet die DSW auch auf politischer Ebene, um mehr finanzielle Mittel im Bereich globale Gesundheit und sexuelle und reproduktive Gesundheit und Rechte einzuwerben oder konkrete Verbesserungen weltweit zu erreichen – etwa die Eröffnung neuer Gesundheitseinrichtungen oder einen vereinfachten Zugang zu Verhütungsmitteln. Deswegen steht die DSW in ständigem Dialog mit politischen Entscheidungsträgern in Deutschland, in der EU, in den Schwerpunktländern in Ostafrika und auf internationaler Ebene. Die DSW ist aktives Mitglied in zahlreichen nationalen und internationalen Bündnissen, darunter dem Verband Entwicklungspolitik und Humanitäre Hilfe deutscher Nichtregierungsorganisationen (VENRO), dem Aktionsbündnis gegen Aids und dem Bundesverband Deutscher Stiftungen. Durch gemeinsame Aktionen soll erreicht werden, dass globale gesundheitspolitische Themen bei politischen Entscheidungsträgern und -trägerinnen stärker wahrgenommen und so der Handlungsdruck erhöht wird.

## Parlamentarischer Beirat
Der Parlamentarische Beirat für Bevölkerung und Entwicklung wurde 2003 auf Initiative der DSW von Bundestagsabgeordneten als informelles, fraktions- und ausschussübergreifendes Gremium gegründet. Die DSW übernimmt die Sekretariatsfunktion für den Beirat. Dieser setzt sich mit den Zusammenhängen nachhaltiger Entwicklung, globaler Gesundheit, sexueller und reproduktiver Gesundheit und Rechten sowie Geschlechtergerechtigkeit auseinander. Außerdem beschäftigt er sich mit den Herausforderungen und Chancen von Bevölkerungsdynamiken.

## Publikationen
Die DSW ist deutsche Partnerin des Bevölkerungsfonds der Vereinten Nationen (UNFPA) und stellt in dieser Funktion jährlich die deutsche Ausgabe des UN-Weltbevölkerungsberichtes vor. Der ebenfalls jährlich erscheinende Datenreport der DSW liefert neueste demografische, sozioökonomische und Gesundheitsdaten zur Bevölkerungsentwicklung für alle Länder und Regionen.

## Organisation
Der Vorstand der DSW besteht aus Helmut Heinen (Vorsitzender) und Andrea Fadani. Beraten, unterstützt und überwacht wird der Vorstand vom Stiftungsrat, dem folgende Mitglieder angehören: Elmar Bingel (Vorsitzender), Renate Bähr (Stellvertreterin), Klaus Brill,  Barbara Kloss-Quiroga, Anja Langenbucher, Sylvia von Metzler und Dirk Roßmann. Zu ihrer Beratung berufen Vorstand und Stiftungsrat gemeinsam ein Kuratorium, das sich aus anerkannten Persönlichkeiten des öffentlichen Lebens zusammensetzt. Die Amtszeit ist nicht begrenzt. Das Kuratorium besteht aus Sara Seims, Klaus Töpfer und Ernst Ulrich Michael von Weizsäcker. Geschäftsführer der DSW ist Jan Kreutzberg, seine Stellvertreterin ist Angela Bähr.

## Medienpreis
Seit 2007 lobt die DSW den Medienpreis „Weltbevölkerung“ aus und finanziert Recherchereisen nach Afrika südlich der Sahara. Damit soll es Medienschaffenden ermöglicht werden, Beiträge über Bevölkerungsentwicklung, globale Gesundheit und Geschlechter(un)gerechtigkeit zu veröffentlichen. Der Preis steht unter der Schirmherrschaft der Bundesministerin für wirtschaftliche Zusammenarbeit und Entwicklung, Svenja Schulze.
- Preisträger 2017 waren Julia Amberger für den Beitrag Social Start-ups in Kenia – Mit Laptop, Moral und Risikokapital, Jakob Simmank zum Thema Stärkung der medizinischen Grundversorgung durch den Kampf gegen Aids in Kenia und Kathrin Schwarze-Reiter, die über das Bevölkerungswachstum in Niger schrieb. Marius Münstermann wurde als Nachwuchsjournalist ausgezeichnet.[9]
- Preisträger 2016 waren Julia Amberger für den Radiobeitrag zum Kampf gegen Scheidenfisteln in Tansania für DRadio Wissen, Dirk Gilson zum Thema Vermeidung von Kinderehen in Niger und Arndt Peltner für seinen Artikel über das Engagement gegen Genitalverstümmelung in Somaliland für die Deutsche Welle. Den Nachwuchspreis erhielt Tobias Dammers für seinen Artikel „Wie ein Projekt sexuelle Gewalt und Missbrauch mit Fußball stoppen will“ im Tagesspiegel.[9]
- Preisträger 2015 waren Julia Jaroschewski für die Website AIDS-Highway Beira, Joachim Riecker für seinen Artikel Fatou Mbengues Hoffnung auf eine neue Station in der Hannoverschen Allgemeinen Zeitung und Veronika Wawatschek mit dem Radiobeitrag Verhütung und Religion in Tansania für den Bayerischen Rundfunk.
- Preisträger 2013 waren Jan Rübel für seinen Artikel Megafaktor Demographie, der zweite Preis ging an Julia Reichardt für den Beitrag Kampf um die Pille in der Zeitschrift Chrismon und der dritte Preis an Sonja Kastilan für ihren Artikel Dem Volk war damit nicht gedient in der Frankfurter Allgemeinen Sonntagszeitung.

## Finanzierung
Für die Durchführung ihrer Projekte ist die Deutsche Stiftung Weltbevölkerung auf Spenden und finanzielle Unterstützung durch Organisationen angewiesen. Die DSW erhielt im Geschäftsjahr 2021 Spenden und Zuwendungen in Höhe von 7.694.731,45 Euro, davon 2.347.108,04 Euro aus Geldspenden und 456.264,16 Euro aus Nachlässen. Der Großteil des Geldes floss in die aktuellen Projekte sowie Bildungs- und Aufklärungsarbeit (81,1 Prozent). Das Stiftungskapital wurde durch Zustiftungen von Marlene von Reichenbach und Christian Schrom vergrößert. Zuwendungen, die mehr als 10 % der Gesamtjahreseinnahmen ausmachen, hat die DSW im Jahr 2018 von der Bill-und-Melinda-Gates-Stiftung bekommen.

### Stiftungsfonds
Alfred Biolek gründete im Oktober 2005 die Alfred Biolek Stiftung – Hilfe für Afrika als eine treuhänderische Stiftung, die von der Stiftung Weltbevölkerung verwaltet wird. Im Juli 2015 wurde seine Stiftung in einen Stiftungsfonds umgewandelt.

### Spendensiegel des DZI
Die Stiftung ist Träger des Spendensiegels des Deutschen Zentralinstituts für Soziale Fragen.